# Franziskanerkloster Neuburg an der Donau
Das Franziskanerkloster Neuburg an der Donau ist ein ehemaliges Franziskanerkloster in Neuburg an der Donau, das von Pfalzgraf Philipp Wilhelm von der Pfalz (reg. 1653–1690) infolge eines Gelübdes gestiftet wurde. Es bestand seit 1656 und brannte 1793 ab. 1803 wurde das Kloster säkularisiert.

## Geschichte

### Ein Gelübde für den Klosterbau

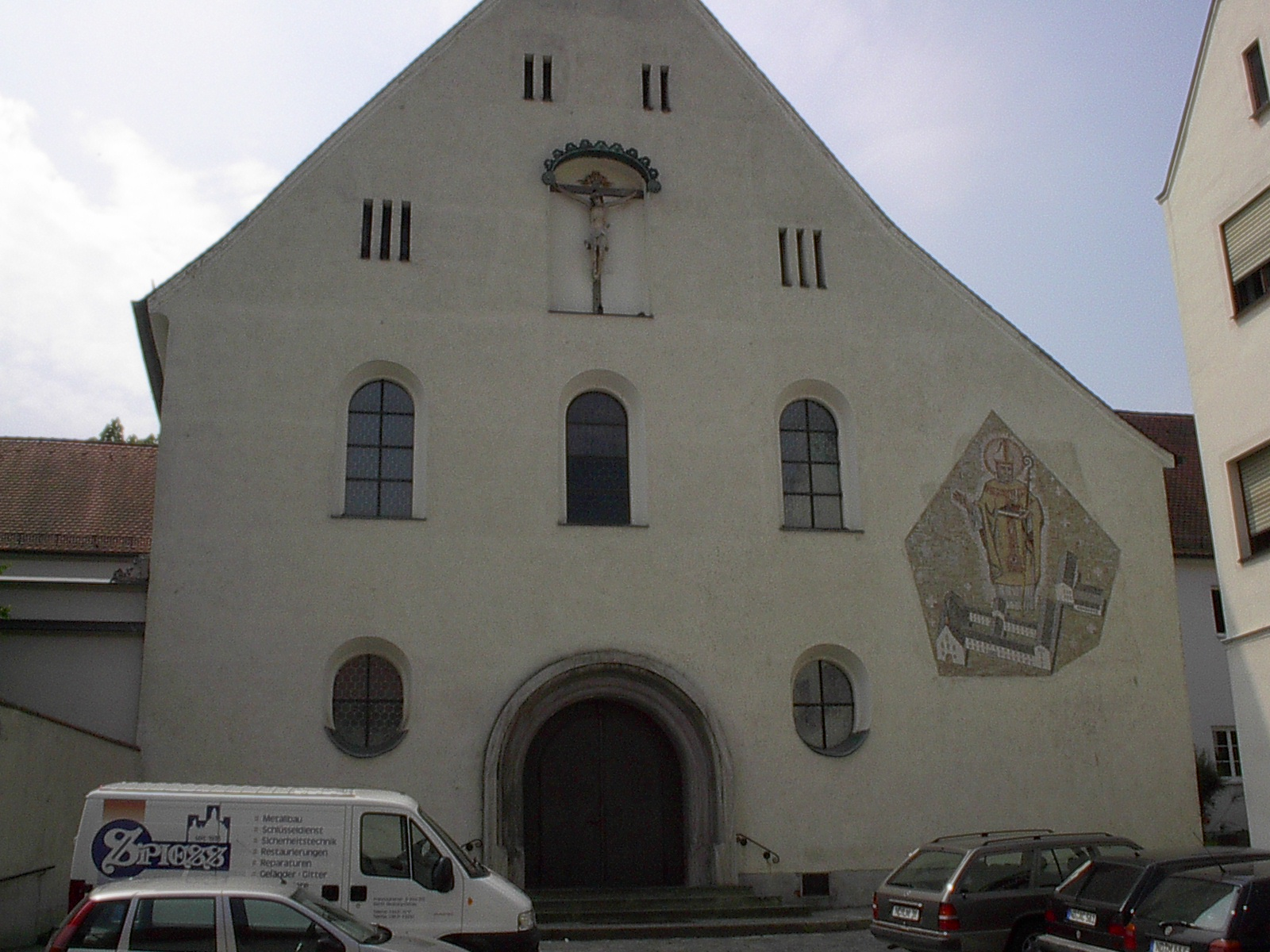
Die Klosterkirche St. Augustin

Ein Gelübde ist der Grundstein für das Neuburger Franziskanerkloster, aus dem schließlich das heutige Priesterhospiz Anton von Padua – St. Augustin entstanden ist. Die Ehe von Herzog Philipp Wilhelm von Pfalz-Neuburg blieb kinderlos, und die erste Gattin war gestorben. Da gelobte der Regent im Jahre 1653, zu Ehren des heiligen Antonius von Padua eine Kirche und ein Kloster für den Orden der Franziskaner zu errichten, wenn sich in seiner zweiten Ehe Kindersegen einstellen sollte.
Das erste Kind kam zur Welt, und der Herzog holte sich in Augsburg die Genehmigung für den Klosterbau. Am 31. Dezember 1656 war die Grundsteinlegung für das Bauwerk, am 5. März 1657 steckten die Fachleute den Platz für die Kirche ab. Am 26. August 1657 übergab Freiherr von Servi im Namen des Herzogs den Grundstein für die Franziskanerkirche. Auch in der Bevölkerung gab es viele Wohltäter.
Nach einer Bauzeit von drei Jahren, wieder am 26. August, im Jahre 1660 fand die feierliche Weihe von Kirche und Kloster durch den Augsburger Weihbischof Caspar Zeiler statt. Die Franziskaner der Bayerischen Ordensprovinz waren schon 1656 nach Neuburg gekommen. Nur das Bräuhaus war noch nicht fertig.

### Der große Brand

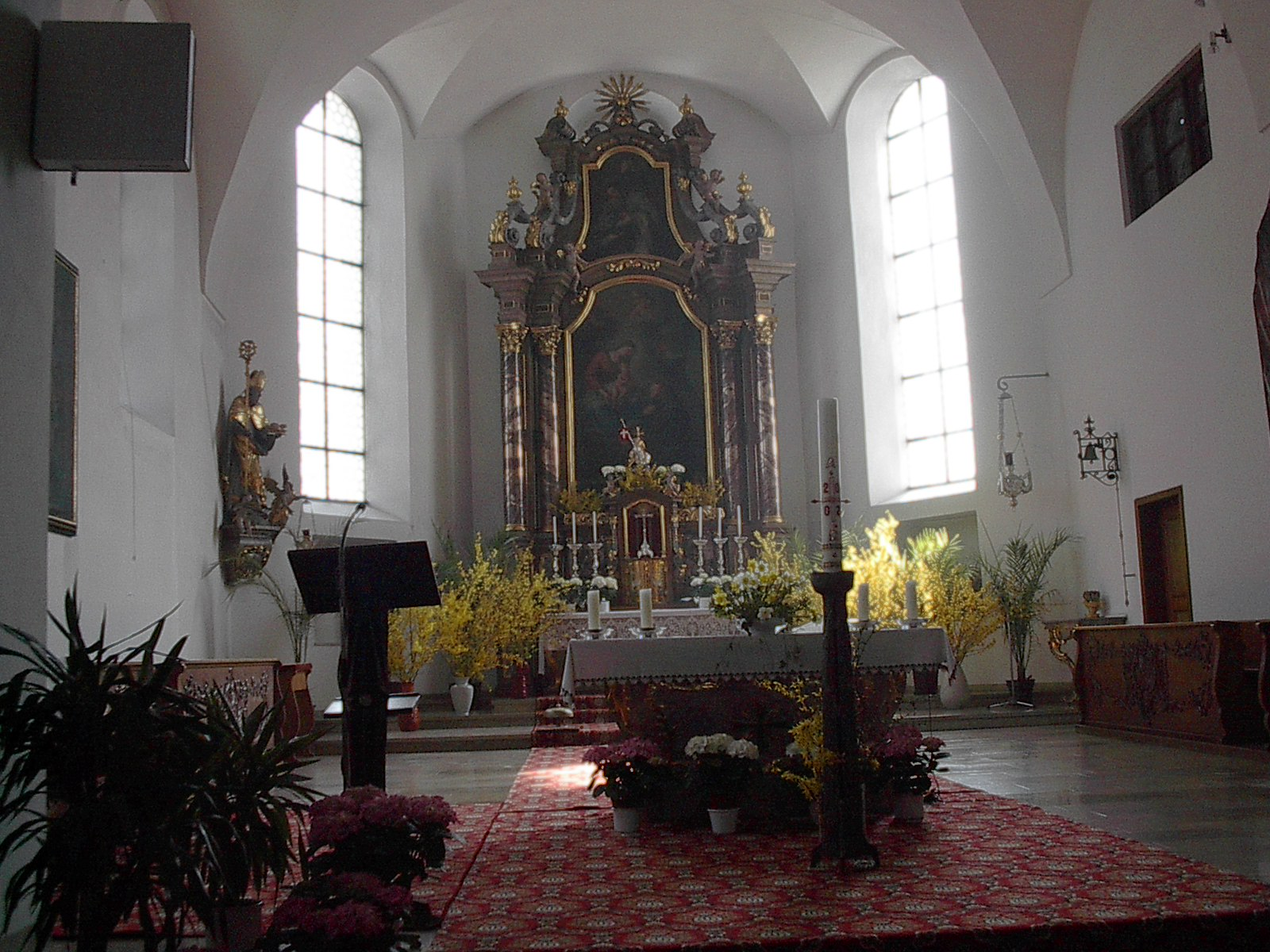
Der Altarraum von St. Augustin

Am 1. September 1793 standen um die Mittagszeit Kirche und Kloster plötzlich in Flammen. Guardian Willibald Fanger rettete die wichtigsten Papiere und sprang damit aus dem Fenster, wobei er sich schwer verletzte. Ein Soldat holte unter Lebensgefahr das Ziborium und die Monstranz aus dem Tabernakel. Die Feuerwehren von Ingolstadt, Burgheim und Rain halfen bei der Brandbekämpfung. Kloster und Kirche lagen in Schutt und Asche, ebenso einige Nachbargebäude.
Die Hilfe aus der Bevölkerung war groß, es gab viele Spenden. Rasch ging es an den Wiederaufbau. Schon elf Monate später, genau am 30. Juli 1794, weihte Dekan Holl von der Pfarrei Heilig Geist in Neuburg die neue Kirche. Die 13 Patres und zehn Brüder bezogen am 6. November 1794 das wieder aufgebaute Klostergebäude.

### Die Säkularisation

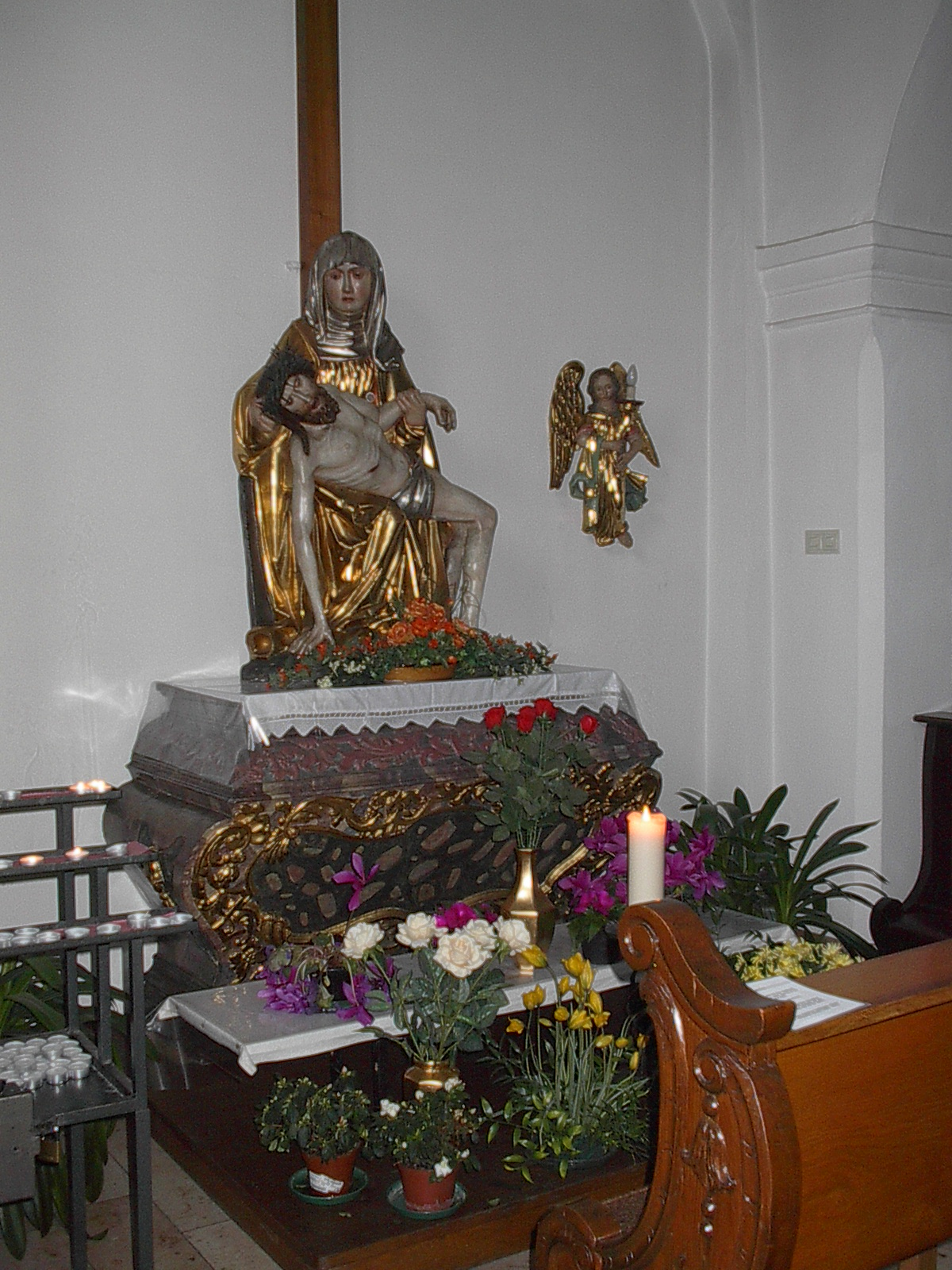
Pieta in einer Seitennische von St. Augustin

Kaum neun Jahre später wurde das Kloster im Zuge der Säkularisation aufgehoben. 1804 wurden die Ordensleute in ein Zentral- oder Aussterbekloster abgeschoben, zunächst nach Kaisheim, bald darauf nach Ingolstadt. Das Neuburger Kloster sollte in eine Kaserne für 900 Mann umfunktioniert werden. Aber die Umbaukosten standen in keinem Verhältnis. Jetzt verkaufte der Staat das Objekt.
Aus der Kirche wurde eine Porzellanfabrik, der Kirchturm abgetragen, die Seitenaltäre und die Altartische wurden zerschlagen, das Inventar wurde entfernt. In der Kirche befand sich die Glasur und die Erdmühle, im Presbyterium der Brennofen. Der obere Teil der Klosterzellen diente als Wohnung des Fabrikanten und zur Geschirrablage.
1854 kam eine Zwangsversteigerung. Die Barmherzigen Brüder von Neuburg erwarben das gesamte Areal und errichteten dort ein Priesterhospiz. Eine Renovierung im Jahre 1857 gab der Kirche das heutige Aussehen. Bischof Michael Deimlein weihte das Gotteshaus dem heiligen Augustin. Seitdem nennt sich die Anstalt Priesterhospiz St. Augustin, das kirchlich der Pfarrei St. Peter zugeordnet ist.